# 瓶中精靈
《瓶中精靈》（英语：Genie in a Bottle），是美国女歌手克莉絲汀·阿奎萊拉的一首歌曲，收录于她的同名专辑《克莉絲汀·阿奎萊拉》中，作为专辑的首支单曲发行。阿奎萊拉在1998年完成电影《花木蘭》主题曲《心湖倒影》（Reflection）后，被RCA唱片簽下並于隔年2月录制了本歌曲。《瓶中精靈》是一首受到R&B风格影响的少年流行曲和流行舞曲。歌曲的歌词以性暗示谈论了自尊的主题。由于歌詞內容和性相关，該曲电台发布的版本經過了剪輯。
《瓶中精灵》在发行之后收获了乐评的好评，乐评称赞了歌曲的歌词和阿奎莱拉在歌曲中的声线。歌曲亦大获商业成功，在21个国家的单曲榜夺冠。 在美国，歌曲蝉联告示牌百强单曲榜冠军5周，并被美国唱片业协会以超过140万销量认证为白金唱片。
歌曲的音乐录影带由黛安·马特尔导演，在加州的马利布拍摄，收获了媒体的好评。《瓶中精灵》被广泛认为是阿奎莱拉的代表歌曲，打响了阿奎莱拉在音乐产业的名声。阿奎莱拉录制了歌曲的两种改编版本，一首为歌曲的西班牙语版本，名为"Genio Atrapado"，收录于专辑《拉丁情怀》中。之後还录制了一首电子改编版本，名为"Genie 2.0"，收录于专辑《精靈神話-精選+新曲》中。

## 榜单
| 榜单 (1999年)                        | 最高排位 |
| ------------------------------------ | -------- |
| 澳大利亚（澳大利亚唱片业协会單曲榜） | 2        |
| 奥地利（Ö3四十强单曲榜）             | 1        |
| 比利时佛兰德（Ultratop五十强单曲榜） | 1        |
| 比利时瓦隆（Ultratop五十强单曲榜）   | 3        |
| 加拿大单曲榜                         | 1        |
| 丹麦 (Billboard)                     | 1        |
| 歐洲（European Hot 100）             | 1        |
| 芬兰（芬蘭官方單曲榜）               | 6        |
| 法国（法國唱片出版業公會單曲榜）     | 3        |
| 德国（德國官方單曲榜）               | 2        |
| 爱尔兰 (IRMA)                        | 2        |
| 荷兰（荷蘭四十強單曲榜）             | 2        |
| 新西兰（新西兰唱片音乐协会单曲榜）   | 2        |
| 挪威（世道單曲榜）                   | 1        |
| 西班牙（西班牙音樂製作協會）         | 1        |
| 瑞典（瑞典最熱榜）                   | 5        |
| 瑞士（瑞士热门音乐榜）               | 2        |
| 英國（官方榜单公司單曲榜）           | 1        |
| 美国（《告示牌》百大單曲榜）         | 1        |
| 美國（《告示牌》Pop Airplay）        | 1        |
| 美國（《告示牌》Adult Pop Airplay）  | 31       |
| 美國（《告示牌》Rhythmic Songs）     | 1        |

| 榜单 （1999年）                | 排位 |
| ------------------------------ | ---- |
| 澳大利亚 (ARIA)                | 10   |
| 奥地利 (Ö3 Austria Top 40)     | 9    |
| 欧洲百强单曲榜                 | 5    |
| 法国 (SNEP)                    | 29   |
| 德国 (Media Control AG)        | 7    |
| 瑞典 (Hitlisten)               | 39   |
| 荷兰 (Single Top 100)          | 35   |
| 瑞士 (Schweizer Hitparade)     | 10   |
| 英国 (Official Charts Company) | 13   |
| 美国《告示牌》百强单曲榜       | 7    |

| 榜单 （1990年–1999年）   | 排位 |
| ------------------------ | ---- |
| 美国《告示牌》百强单曲榜 | 43   |

## 销售认证
| 地區                                  | 认证 | 认证单位/销量 |
| ------------------------------------- | ---- | ------------- |
| 澳大利亚（澳大利亚唱片业协会）        | 白金 | 70,000^       |
| 奥地利（國際唱片業協會奧地利分會）    | 金   | 25,000*       |
| 比利时（比利時唱片音樂協會）          | 白金 | 50,000*       |
| 法国（法國唱片出版業公會）            | 金   | 300,000       |
| 德国（聯邦音樂產業協會）              | 白金 | 500,000^      |
| 新西兰（新西兰唱片音乐协会）          | 白金 | 10,000*       |
| 瑞典（瑞典唱片業協會）                | 白金 | 30,000^       |
| 瑞士（國際唱片業協會瑞士分会）        | 金   | 25,000^       |
| 英国（英国唱片业协会）                | 白金 | 695,000       |
| 美国（美國唱片業協會）                | 白金 | 1,436,000     |
| *僅含認證的實際銷量 ^僅含認證的出貨量 |      |               |